# The Superjesus
I The Superjesus sono un gruppo musicale rock australiano, formatosi a Adelaide nel 1994 e composto da Sarah McLeod, Stuart Rudd, Jason Slack e Travis Dragani.

## Storia
Dopo aver pubblicato un EP nel 1997, l'album di debutto dei Superjesus, Sumo, è uscito a febbraio dell'anno seguente, ha raggiunto la 2ª posizione della ARIA Albums Chart ed è stato certificato disco di platino nel paese, dove è risultato il 37º album più venduto dell’anno. Sono seguiti Jet Age, arrivato in 5ª posizione in Australia ed anch’esso certificato platino, e Rock Music, classificatosi al numero 14. Tra il 1997 e il 2004 hanno piazzato nove singoli nella ARIA Singles Chart; quello ad aver ottenuto il piazzamento più alto, Down Again, ha raggiunto il 23º posto. Nel 1997 il gruppo ha vinto due premi agli ARIA Music Awards; nella medesima premiazione sono stati candidati ad altri quattro riconoscimenti nel 1998, trionfando nella categoria "Miglior album rock" grazie a Sumo, e ad altri due nel 2001. A giugno 2004 il gruppo ha sciolto il loro contratto con la Warner ed ogni membro si è dedicato ad altri progetti. Quasi dieci anni dopo i Superjesus si sono riuniti per il The Resurrection Tour, ed hanno pubblicato l'EP Love and Violence nel 2016, promosso da un tour nazionale. A marzo 2017 sono stati introdotti nella South Australian Music Hall of Fame e tra il 2018 e il 2019 hanno continuato tour e concerti nazionali. L'attività concertistica è proseguita negli anni 2020 ed ha portato alla pubblicazione di un nuovo album, The Superjesus, nel marzo 2025. 

## Formazione
- Sarah McLeod – voce, chitarra
- Stuart Rudd – basso
- Jason Slack – chitarra
- Travis Dragani – batteria

### Ex componenti
- Chris Tennent – chitarra
- Paul Berryman – batteria
- Aaron Tokona – chitarra
- Tim Henwood – chitarra
- Patch Brown – chitarra

## Discografia

### Album in studio
- 1998 – Sumo
- 2000 – Jet Age
- 2003 – Rock Music
- 2025 – The Superjesus

### EP
- 1996 – Eight Step Rail
- 2016 – Love and Violence

### Singoli
- 1997 – Down Again
- 1997 – Saturation
- 1998 – Now and Then
- 1998 – Ashes
- 2000 – Gravity
- 2001 – Secret Agent Man
- 2001 – Enough to Know
- 2002 – Second Sun
- 2003 – Stick Together
- 2003 – Over and Out
- 2004 – So Lonely
- 2015 – The Setting Sun
- 2015 – St. Peters Lane
- 2016 – Love and Violence
- 2019 – The Impossible
- 2023 – Money (We're Only in It for Love)
- 2023 – Lights Out
- 2023 – Dancing with Myself
- 2024 – We Won't Let Go Until It's Over
- 2024 – Something Good
- 2025 – Diamonds